# Ернов, Лука Фёдорович
Лука Фёдорович Ернов (1896 — 7.09.1966) — советский партийный и государственный деятель, депутат Верховного Совета СССР первого созыва (1937—1946).
Родился в селении Балле Ханты-Мансийского района. По национальности — ханты. С двухлетнего возраста остался сиротой. Участник Гражданской войны (1919—1920 воевал в составе партизанского отряда П. И. Лопарева на Тобольском Севере, в 1920—1921 служил в РККА, участвовал в войне с Польшей на Западном фронте). Член ВКП(б) с 1928 г. 1929—1930 заведующий Тобольским окружным хозяйственным отделом.
В 1930—1937 гг. в Сургутском отделе ОГПУ (позже — НКВД). 16.4.1937 −4.4.1941 второй секретарь Остяко-Вогульского окружного комитета ВКП(б). В декабре 1937 года избран депутатом Верховного Совета СССР первого созыва.
В апреле 1941 г. направлен на учёбу в Ленинград. После начала войны ушёл добровольцем на фронт, последняя должность — комиссар батальона, звание — капитан. Награждён орденом Отечественной войны II степени (15.06.1945) и медалью «За победу над Германией». После войны работал директором Берёзовского стеклозавода и Самаровского лесозавода, заместителем директора Ханты-Мансийского леспромхоза.
В начале 1960-х годов из-за болезни жены переехал в Армавир.